# Aktiválási entrópia
Az aktiválási entrópia a reakciók sebességének hőmérsékletfüggéséből jellemzően meghatározott két paraméter egyike, ha a kapott adatokat az Eyring-egyenlet felhasználásával vizsgálják. Az aktiválási entrópia jele ΔS‡, és a reakció sebességmeghatározó lépésének molekularitásáról ad információt, vagyis arról, hogy a reaktánsok egymással kötésben állnak-e vagy sem. Pozitív érték esetén az átmeneti állapot elérése során valószínűleg nő az entrópia, ami gyakran disszociatív mechanizmusra utal. A ΔS‡ negatív értéke azt jelzi, hogy az átmeneti állapot elérésekor az entrópia csökken, ami többnyire asszociatív mechanizmust feltételez. A nulla körüli értékeket nehéz értelmezni.

## Fordítás
Ez a szócikk részben vagy egészben  az   entropy of activation című angol Wikipédia-szócikk ezen változatának fordításán alapul.  Az eredeti cikk szerkesztőit annak laptörténete sorolja fel. Ez a jelzés csupán a megfogalmazás eredetét és a szerzői jogokat jelzi, nem szolgál a cikkben szereplő információk forrásmegjelöléseként.